# Kaj Janzon
Kaj Janzon, född 25 maj 1956, död 31 juli 2025 i Enköping, var en svensk historiker, genealog och författare specialiserad på svensk medeltid och Italiens historia.

## Biografi
Janzon avlade filosofie kandidat-examen med historia som huvudämne vid Stockholms universitet 1990 och var därefter aktiv doktorand och anställd vid Historiska institutionen som forskningsassistent till 1993. Därefter var han mellan 1993 och 2011 anställd vid Riksantikvarieämbetet som medeltidsexpert och representerade myndigheten i Centrum för medeltidsstudier och Ortnamnsrådet. Mellan 2012 och 2019 var han anställd vid Riksarkivet. 
Janzon var från 1993 aktiv inom forskningsprojektet Det medeltida Sverige, till och med 2019 som redaktör och därefter som medlem i projektets vetenskapliga referensgrupp. Inom Det medeltida Sverige utgav Janzon ett flertal böcker.  Han var en av två huvudförfattare till kommande band av Äldre svenska frälsesläkter, utgiven av Sveriges Riddarhus. Janzon var också ledamot av Kungliga Samfundet för utgivande av handskrifter rörande Skandinaviens historia från 2012. Svenska Heraldiska Föreningen tilldelade Janzon 2022 års förtjänstmedalj i guld för hans "insatser inom genealogi och heraldik som medeltidshistoriker och särskilt för centralverket Vapenlikhetsfällan". Som pensionär sysslade Janzon huvudsakligen med Italiens historia efter 1915. Inom det projektet publicerades boken De gråtande terroristerna. Röda brigaderna och mordet på Aldo Moro.